# Cyclopalpia monotonalis
Cyclopalpia monotonalis är en fjärilsart som beskrevs av Dyar 1914. Cyclopalpia monotonalis ingår i släktet Cyclopalpia och familjen mott. Inga underarter finns listade i Catalogue of Life.